# Nedomice
Nedomice (en allemand : Nedomitz) est une commune du district de Mělník, dans la région de Bohême-Centrale, en République tchèque. Sa population s'élevait à 311 habitants en 2020.

## Géographie
Nedomice se trouve à 5 km au nord-est de Kostelec nad Labem, à 15 km au sud-est de Mělník et à 25 km au nord-est du centre de Prague.
La commune est limitée par Všetaty au nord, par Dřísy à l'est, par Ovčáry au sud et à l'ouest.

## Histoire
La première mention écrite de la localité date de 1381.